# Gheorghe Corduneanu
Gheorghe Corduneanu (ur. 11 czerwca 1976) – rumuński zapaśnik walczący w stylu wolnym. Olimpijczyk z Atlanty 1996, gdzie zajął siódme miejsce w kategorii 48 kg.
Dwa razy startował na mistrzostwach świata a jego najlepszy wynik to jedenasta lokata w 1994. Szósty na mistrzostwach Europy w 1997. Mistrz igrzysk frankofońskich w 1994 roku.
- Turniej w Atlancie 1996

Pokonał Fariborza Besaratiego ze Szwecji, Włatko Sokołowa z Macedonii, Isaaca Jacoba z Nigerii i w pojedynku o siódme miejsce Amerykanina Roba Eitera. Przegrał z Nungarem Tsikuatselim z Grecji i Rosjaninem Wugarem Orudżowem.
Jest bratem Constantina Corduneanu, zapaśnika i olimpijczyka z Barcelony 1992 i Atlanty 1996.